# Coupe de France de water-polo 2010
Navigation
Édition 2009 édition 2011
Navigation
Édition 2009 édition 2011
L'édition 2010 de la coupe de France de water-polo a lieu du 1er au 3 octobre 2010 à Lille et à Douai, dans le département du Nord. Pour la première fois, elle concerne également des équipes féminines.

## Organisation
La coupe de France ouvre la saison 2010-2011 des championnats élite et de national 1, respectivement la première et la deuxième division française.
Rompant avec l'habitude de l'organiser dans la ville du tenant du titre, en l'occurrence Marseille, la coupe de France 2010 est organisée du 1er au 3 octobre à la piscine Marx-Dormoy de Lille, avec une partie des matches de classement à la piscine des Glacis de Douai où se tient la première coupe de France de water-polo féminin.
Peuvent y participer les clubs de l'élite dans leur liste 2010-2011 ; le Taverny Sports nautiques 95 est cependant remplacé par le Cercle des nageurs noiséens, le barragiste relégué en national 1 lors de la saison précédente. Un tour préliminaire est organisé les 25 et 26 septembre à Arras pour qualifier deux clubs de national 1 parmi les quatre qui se sont engagés : le Racing club d'Arras, le Cercle des nageurs de la Marne Charenton, le Lille université club et le Cercle des nageurs de Senlis.
Au tour final, les quatre premiers du championnat élite 2009-2010 sont directement qualifiés pour les quarts de finale. Le tirage au sort de ce tour final a lieu fin août 2010 à Villeneuve-d'Ascq sous la direction de Francis Luyce, président de la Fédération française de natation.
Après une première édition en l'an 2000 qui avait vu la victoire de l'ASPTT Nancy[réf. nécessaire], les quatre premiers clubs du championnat de national 1 dames 2009-2010 participent de nouveau à la coupe de France féminine du 1er au 3 octobre à Douai, dans l'ordre final du championnat : l'Olympic Nice Natation, l'ASPTT Nancy water-polo, le Lille université club et l'Union Saint-Bruno Bordeaux. La confrontation prend la forme d'un championnat.

## Coupe de France féminine
Le premier du championnat organisé entre les quatre clubs remporte la coupe de France féminine.
| Rang | Équipe                     | Pts | J | G | N | P | Bp | Bc | Diff |
| ---- | -------------------------- | --- | - | - | - | - | -- | -- | ---- |
| 1    | Olympic Nice natation      | 9   | 3 | 3 | 0 | 0 | 49 | 18 | +31  |
| 2    | ASPTT Nancy water-polo     | 4   | 3 | 1 | 1 | 1 | 28 | 26 | +2   |
| 3    | Lille université club      | 4   | 3 | 1 | 1 | 1 | 32 | 36 | -4   |
| 4    | Union Saint-Bruno Bordeaux | 0   | 3 | 0 | 0 | 3 | 19 | 48 | -29  |

| Date      |                            | Score |                            | Quarts-temps |
| --------- | -------------------------- | ----- | -------------------------- | ------------ |
| 2 octobre | Union Saint-Bruno Bordeaux | 5-13  | ASPTT Nancy water-polo     | - ; -        |
| 2 octobre | Lille université club      | 7-18  | Olympic Nice natation      | - ; -        |
| 2 octobre | Union Saint-Bruno Bordeaux | 7-21  | Olympic Nice natation      | - ; -        |
| 2 octobre | Lille université club      | 11-11 | ASPTT Nancy water-polo     | - ; -        |
| 3 octobre | Lille université club      | 14-7  | Union Saint-Bruno Bordeaux | - ; -        |
| 3 octobre | Olympic Nice natation      | 10-4  | ASPTT Nancy water-polo     | - ; -        |

La meilleure joueuse du tournoi est l'Australienne Jade Hanson qui a également marqué le plus de buts. Elle participe à la saison 2009-2010 du Lille université club avant de rejoindre en février 2011 le championnat d'Australie avec les Victorian Tigers.

## Coupe de France masculine

### Tour préliminaire de national 1
Les deux premiers du tour préliminaire entre les quatre équipes engagées de national 1, joué les 25 et 26 septembre à Arras, se qualifient pour les huitièmes de finale de la coupe de France masculine.
| Rang | Équipe                                   | Pts | J | G | N | P | Bp | Bc | Diff |
| ---- | ---------------------------------------- | --- | - | - | - | - | -- | -- | ---- |
| 1    | Cercle des nageurs de Senlis             | 9   | 3 | 3 | 0 | 0 | 52 | 35 | +17  |
| 2    | Racing club d'Arras                      | 6   | 3 | 2 | 0 | 1 | 32 | 38 | -6   |
| 3    | Lille université club                    | 3   | 3 | 1 | 0 | 2 | 46 | 44 | +2   |
| 4    | Cercle des nageurs de la Marne Charenton | 0   | 3 | 0 | 0 | 3 | 31 | 44 | -13  |

| Date         |                                          | Score |                                          | Quarts-temps          |
| ------------ | ---------------------------------------- | ----- | ---------------------------------------- | --------------------- |
| 25 septembre | Cercle des nageurs de Senlis             | 21-17 | Lille université club                    | - ; -                 |
| 25 septembre | Racing club d'Arras                      | 12-10 | Cercle des nageurs de la Marne Charenton | 5-3 ; 2-2 ; 2-3 ; 3-2 |
| 26 septembre | Cercle des nageurs de la Marne Charenton | 10-17 | Lille université club                    | - ; -                 |
| 26 septembre | Racing club d'Arras                      | 7-16  | Cercle des nageurs de Senlis             | - ; -                 |
| 26 septembre | Cercle des nageurs de Senlis             | 15-11 | Cercle des nageurs de la Marne Charenton | - ; -                 |
| 26 septembre | Racing club d'Arras                      | 13-12 | Lille université club                    | - ; -                 |

### Phase finale
| Date n°             |                                        | Score |                                        | Quarts-temps          |
| ------------------- | -------------------------------------- | ----- | -------------------------------------- | --------------------- |
| Huitièmes de finale |                                        |       |                                        |                       |
| 1er octobre A1      | Cercle des nageurs d'Aix-les-Bains     | 7-10  | Société de natation de Strasbourg      | - ; -                 |
| 1er octobre A2      | Racing club d'Arras                    | 5-16  | Cercle des nageurs noiséens            | 1-3 ; 0-4 ; 2-6 ; 2-3 |
| 1er octobre A3      | Aix-en-Provence Natation               | 11-14 | Dauphins FC Sète                       | - ; -                 |
| 1er octobre A4      | Reims Natation 89                      | 8-13  | Cercle des nageurs de Senlis           | 3-3 ; 2-3 ; 2-4 ; 1-3 |
| Quarts de finale    |                                        |       |                                        |                       |
| 2 octobre B1        | Cercle des nageurs de Marseille        | 17-11 | Société de natation de Strasbourg (A1) | - ; -                 |
| 2 octobre B2        | Francs nageurs cheminots de Douai      | 10-6  | Cercle des nageurs noiséens (A2)       | - ; -                 |
| 2 octobre B3        | Olympic Nice Natation                  | 16-7  | Dauphins FC Sète (A3)                  | - ; -                 |
| 2 octobre B4        | Montpellier Water-Polo                 | 12-1  | Cercle des nageurs de Senlis (A4)      | - ; -                 |
| Demi-finales        |                                        |       |                                        |                       |
| 2 octobre           | Cercle des nageurs de Marseille (B1)   | 8-7   | Montpellier Water-Polo (B4)            | - ; -                 |
| 2 octobre           | Francs nageurs cheminots de Douai (B2) | 5-7   | Olympic Nice Natation (B3)             | - ; -                 |
| Finale              |                                        |       |                                        |                       |
| 3 octobre           | Olympic Nice natation                  | 6-14  | Cercle des nageurs de Marseille        | - ; -                 |

### Matches de classement
Les éliminés de la phase finale s'affronte pour leur place dans le classement final selon le niveau d'élimination : pour les 9e à 12e places pour les perdants des huitièmes de finale, 5e à 8e place pour ceux des quarts et pour la troisième place pour ceux des demi-finales.
| Date              |                                    | Score |                                   | Quarts-temps |
| ----------------- | ---------------------------------- | ----- | --------------------------------- | ------------ |
| 3e/4e             |                                    |       |                                   |              |
| 3 octobre         | Montpellier Water-Polo             | 12-11 | Francs nageurs cheminots de Douai | - ; -        |
| 5e/8e             |                                    |       |                                   |              |
| 2 octobre         | Société de natation de Strasbourg  | 11-7  | Cercle des nageurs de Senlis      | - ; -        |
| 2 octobre         | Cercle des nageurs noiséens        | 12-21 | Dauphins FC Sète                  | - ; -        |
| 3 octobre 5e/6e   | Société de natation de Strasbourg  | 10-3  | Dauphins FC Sète                  | - ; -        |
| 3 octobre 7e/8e   | Cercle des nageurs de Senlis       | 12-11 | Cercle des nageurs noiséens       | - ; -        |
| 9e/12e            |                                    |       |                                   |              |
| 2 octobre         | Cercle des nageurs d'Aix-les-Bains | 13-9  | Reims Natation 89                 | - ; -        |
| 2 octobre         | Racing club d'Arras                | 11-19 | Aix-en-Provence Natation          | - ; -        |
| 3 octobre 9e/10e  | Cercle des nageurs d'Aix-les-Bains | 15-17 | Aix-en-Provence Natation          | - ; -        |
| 3 octobre 11e/12e | Reims Natation 89                  | 15-11 | Racing club d'Arras               | - ; -        |

### Classement
Classement de la compétition après la phase finale et les matches de classement.
| Rang | Équipes                            |
| ---- | ---------------------------------- |
| 1    | Cercle des nageurs de Marseille    |
| 2    | Olympic Nice natation              |
| 3    | Montpellier Water-Polo             |
| 4    | Francs nageurs cheminots de Douai  |
| 5    | Société de natation de Strasbourg  |
| 6    | Dauphins FC Sète                   |
| 7    | Cercle des nageurs de Senlis       |
| 8    | Cercle des nageurs noiséens        |
| 9    | Aix-en-Provence Natation           |
| 10   | Cercle des nageurs d'Aix-les-Bains |
| 11   | Reims Natation 89                  |
| 12   | Racing club d'Arras                |

## Sources et références
1. ↑  [PDF] Water-polo. Règlement 2010-2011, Fédération française de natation, pages 23-25 et 27 ; fichier consulté le 19 juin 2010.
2. 1 2  Programme général de la coupe de France 2010, site du club Francs nageurs cheminots de Douai ; page consultée le 2 septembre 2010.
3. 1 2  « Arras accueillera le tour préliminaire de la coupe de France », Association des clubs de water-polo français, 16 août 2010 ; page consultée le 21 août 2010.
4. 1 2  « Coupe de France 2010 : Le tableau de la phase finale est sorti ! », Association des clubs de water-polo français, 26 août 2010 ; page consultée le 27 août 2010.
5. ↑  [PDF] Water-polo. Règlement 2010-2011, Fédération française de natation, pages 23-25 et 38 ; fichier consulté le 19 juin 2010.
6. ↑  « Victorian Tiger Jade Hanson named MVP at French Cup », waterpolo-world.com, 4 octobre 2010 ; page consultée le 6 octobre 2010.